# Jayavarman VI.
Jayavarman VI. (* im 11. Jahrhundert; † 1107) war seit etwa 1080 bis zu seinem Tod König des Khmer-Reiches von Angkor.
Unter seinen Vorgängern Udayadityavarman II. und Harshavarman III. gab es bisweilen innere Streitigkeiten und Kämpfe. Auch trug man einen erfolglosen Krieg gegen das Reich Champa aus. Harshavarman III. regierte wahrscheinlich in Angkor während dieser Revolten, die schließlich Jayavarman VI., vermutlich ein ehemaliger Vasall, als rechtmäßigen König hervorbrachten.
Jayavarman stammte aus der Gegend von Phimai (Provinz Buriram, Thailand) im Tal des Mae Nam Mun (Mun-Fluss). Er scheint, dem Namen seines Heimatortes nach zu urteilen, ein Usurpator und Gründer einer neuen Dynastie, der Mahidharapura, gewesen zu sein. In frühen Inschriften seiner Regierungszeit behauptet er, von einem mythischen Paar abzustammen: dem Prinzen Sage Kambu Swayambhuva und dessen Schwester und Ehefrau Mera.
Jayavarman VI. war während der ersten Zeit seiner Regierung sicher darum bemüht, die treuen Anhänger der alten Dynastie und Linie von Harshavarman III. von Angkor in Schach zu halten und auf seine Seite zu ziehen. Er wird als Erbauer des Tempels in Phimai angesehen.
Jayavarman VI. starb 1107 und erhielt posthum den Namen Paramakaivalyapada. Nachfolger wurde sein älterer Bruder, Dharanindravarman I.